# كوليرا الدجاج
كوليرا الدجاج أو كوليرا الطيور (بالإنجليزية: Chicken cholera or avian cholera)‏ هو مرض بكتيري يصيب الدجاج. تسببه بكتيريا الباسْتُورِيلَّةُ القَتَّالَة.